# Carlo Abarth
Karl Albert Abarth, poi italianizzato in Carlo Abarth (Vienna, 15 novembre 1908 – Vienna, 23 ottobre 1979), è stato un imprenditore austriaco naturalizzato italiano.

## Biografia
Karl Albert Abarth nacque in Austria, nel periodo immediatamente precedente il disfacimento dell'Impero austro-ungarico; la madre Dora Taussig apparteneva alla piccola borghesia viennese, mentre il padre Karl era sottotenente dell'esercito imperiale asburgico.
La famiglia paterna era originaria di Merano, ove gestiva alcune attività commerciali; fu particolarmente colpita dalla conclusione della prima guerra mondiale, che sancì l'annessione dell'Alto Adige al Regno d'Italia e, conseguentemente, la perdita delle importanti concessioni imperiali per il servizio postale.
Nel 1919, dopo l'esilio dell'imperatore Carlo I e la proclamazione della prima repubblica austriaca, Karl Abarth padre decise di trasferirsi a Merano per assumere la gestione dell'albergo paterno, scegliendo quindi la cittadinanza italiana, mentre il figlio rimase a Vienna con la madre.
Fin da piccolo questi coltivò la propria passione per la velocità, l'agonismo e la tecnica. Un episodio dell'infanzia, raccontato dai biografi, delinea perfettamente la figura di Karl Abarth quale futuro pilota e tecnico nelle competizioni: poco più che decenne, il piccolo Karl partecipava alle gare di velocità in monopattino che giornalmente si tenevano tra i ragazzi del quartiere; ma la presenza di concorrenti con qualche anno in più gli precludeva ogni possibilità di vittoria; fu così che il ragazzino decise di tagliare la propria cintura di cuoio e, con l'aiuto di un calzolaio, incollarla a ricoprire le ruote in legno del suo monopattino, ottenendo un'aderenza decisamente superiore che gli consentì di battere i rivali.
A 16 anni decise di entrare nelle officine della Castagna & C., un laboratorio che collaborava con la facoltà di ingegneria di Vienna per le meccaniche di precisione, e in quella della Degan, dove si fabbricavano telai di motociclette; in questo modo riuscì a darsi una formazione completa circa la ciclistica e la motoristica di un mezzo.

### Gli inizi da pilota
L'esperienza in queste officine gli valse una certa visibilità: venne notato dal campione di motociclismo Josef Opawsky, che lo introdusse alla scuderia della Motor Thun, la storica fabbrica di motociclette; Abarth lavorò alle revisioni dei veicoli e al collaudo di nuove soluzioni, e grazie a questa attività poté, quasi ventenne, creare il suo primo telaio motociclistico in collaborazione con la Degan.
Durante il suo rapporto con la Thun fu coinvolto in una vicenda tormentata: in occasione del Gran Premio d'Austria, fu chiamato a sostituire un pilota della scuderia malato; nella prima sessione di prove fece registrare subito il miglior tempo: accusato dai piloti e dai suoi stessi compagni di squadra, tra cui lo stesso Opawsky, di aver truccato il veicolo, dovette cambiare mezzo in occasione della seconda prova; Abarth ottenne ancora la prima posizione, migliorando nuovamente il tempo.
Tutto questo provocò una serie di malumori tra i piloti, che videro nel giovane Abarth una minaccia. Il giorno della gara Abarth fu però costretto al ritiro per un guasto meccanico, e la stampa dell'epoca sollevò l'ipotesi che il suo mezzo fosse stato sabotato.
Dunque, in rotta con la Thun e ostracizzato dal mondo delle scuderie, decise nel 1929 di comprarsi una moto usata (una Grindlay-Peerless 250 cm³) che modificò, rendendola più leggera e adatta alla pista. La prima vittoria arrivò qualche mese dopo a Salisburgo. Subito dopo, Abarth venne notato da scuderie inglesi e tedesche; in particolare corse qualche gara con la DKW.
Nel frattempo, Karl costruì la sua prima motocicletta con il marchio Abarth, motore monocilindrico a 2 tempi 250 cm³ raffreddato ad acqua da ben due radiatori.

### Il primo incidente e i sidecar
Durante la gara Vienna-Innsbruck del 4 maggio 1930, nei pressi di Linz, Abarth incappò in un grave incidente che fu causa di una menomazione permanente al ginocchio, impedendogli il prosieguo dell'attività motociclistica sportiva. Dopo il lungo periodo di convalescenza e riabilitazione, trascorso a realizzare un nuovo tipo di marmitta, tentò più volte di ottenere il consenso della commissione medico-sportiva per tornare alle gare motociclistiche, ma gli fu sempre negato.
Fu questa la ragione che lo costrinse a dirottare la sua attenzione verso le gare di sidecar e, tornato a lavorare per le officine Degan, s'inventò una sfida di velocità con Orient-Express, sulla tratta di 1 370 chilometri da Ostenda a Vienna. La gara si svolse nel 1932, sollevando grande eco sulla stampa europea, per l'originalità della prova, e portando quello che oggi verrebbe definito un grande ritorno d'immagine per il pilota e per l'azienda in cui lavorava.
Per quanto riguarda le gare tra sidecar, la menomazione al ginocchio non gli precludeva la guida, ma rappresentava un handicap notevole. Come già aveva fatto con il monopattino, Abarth riuscì a colmare le carenze fisiche con l'inventiva tecnica, realizzando un sistema a leva (denominato "Schwingachse", in italiano "asse oscillante") con il quale poteva inclinare la terza ruota del sidecar, così riuscendo ad aumentare considerevolmente la velocità di percorrenza delle curve.

### La Slovenia e il secondo incidente
Il congegno gli permise di conquistare la quasi totalità delle competizioni cui partecipò nel successivo triennio, fino a quando un secondo gravissimo incidente, occorsogli in gara a Lubiana nel 1939, lo costrinse definitivamente ad abbandonare la carriera di pilota.
Già due anni prima, a causa dello stato di violenza e insicurezza sociale che seguirono l'assassinio del cancelliere Dollfuss e precedettero l'annessione dell'Austria alla Germania nazista, Abarth aveva deciso di trasferirsi a Merano e correre con i colori italiani. Dopo essersi ristabilito dall'incidente, si trovava senza lavoro, con la prospettiva di tornare stabilmente a Merano per occuparsi dell'albergo di famiglia. Anche in Italia, però, la situazione era molto cambiata e l'omologazione del regime fascista alla politica hitleriana, oltre all'innata avversione per la carriera di albergatore, gli consigliarono di fermarsi nel Regno di Jugoslavia, per assumere la direzione di una piccola fabbrica di gassogeni a Lubiana.
Le alterne fasi della seconda guerra mondiale portarono il capoluogo sloveno a divenire parte del territorio italiano nel 1941, per poi essere occupato dalle truppe tedesche nel 1943 e, finalmente, liberato al termine del conflitto. Seguendo l'esodo di molti profughi, Abarth lasciò ogni sua proprietà per guadagnare il confine italiano, trovandosi ancora una volta a dover ripartire da zero.

### In Italia
Raggiunto l'anziano padre a Merano nel 1945, riuscì a farsi rilasciare un certificato di identità a nome di Carlo Abarth che, nel giro di pochi anni, venne seguito dal riconoscimento della cittadinanza italiana. Nel tentativo di ritornare ad occuparsi di meccanica e competizioni motoristiche, scrisse all'amico Ferry Porsche per offrirsi quale collaboratore. La notizia del colpo di mano con il quale i componenti maschi della famiglia Porsche furono arrestati dalle autorità francesi come criminali di guerra, il 15 dicembre 1945, giunse come un fulmine a ciel sereno e costrinse Abarth a dedicarsi al commercio di tappeti, per sbarcare il lunario.
Dopo pochi mesi Ferry Porsche venne liberato e chiamò Abarth a far parte del gruppo di lavoro formato per gestire l'ambizioso progetto sportivo della Cisitalia, quale responsabile organizzativo per le gare. L'esperienza durò poco più di due anni e, pur breve, gli permise di lavorare a diretto contatto con Ferry Porsche e con importanti personalità dell'automobilismo mondiale di quell'epoca, quali Giovanni Savonuzzi, Rudolf Hruska, Piero Taruffi e Tazio Nuvolari. Quando, nel 1949, la Cisitalia fallì, Abarth ricevette in pagamento delle sue spettanze le vetture Cisitalia utilizzate dal reparto corse per gare riservate alle automobili derivate di serie e alcune casse contenenti ricambi e materiale vario, provenienti dall'officina di sperimentazione. Proprio in quelle casse, a sua insaputa, si nascondeva l'imminente fortuna industriale della futura Abarth & C.

### La Abarth & C.
Nel 1949 Abarth, coadiuvato dal pilota Guido Scagliarini, decide di aprire l'azienda che porta il suo nome: scelse come simbolo lo scorpione, in riferimento al loro comune segno zodiacale.
La ditta specializzata in elaborazioni omonima prende la sede a Torino dove, alla fine dell'anno conta già oltre 30 dipendenti. 

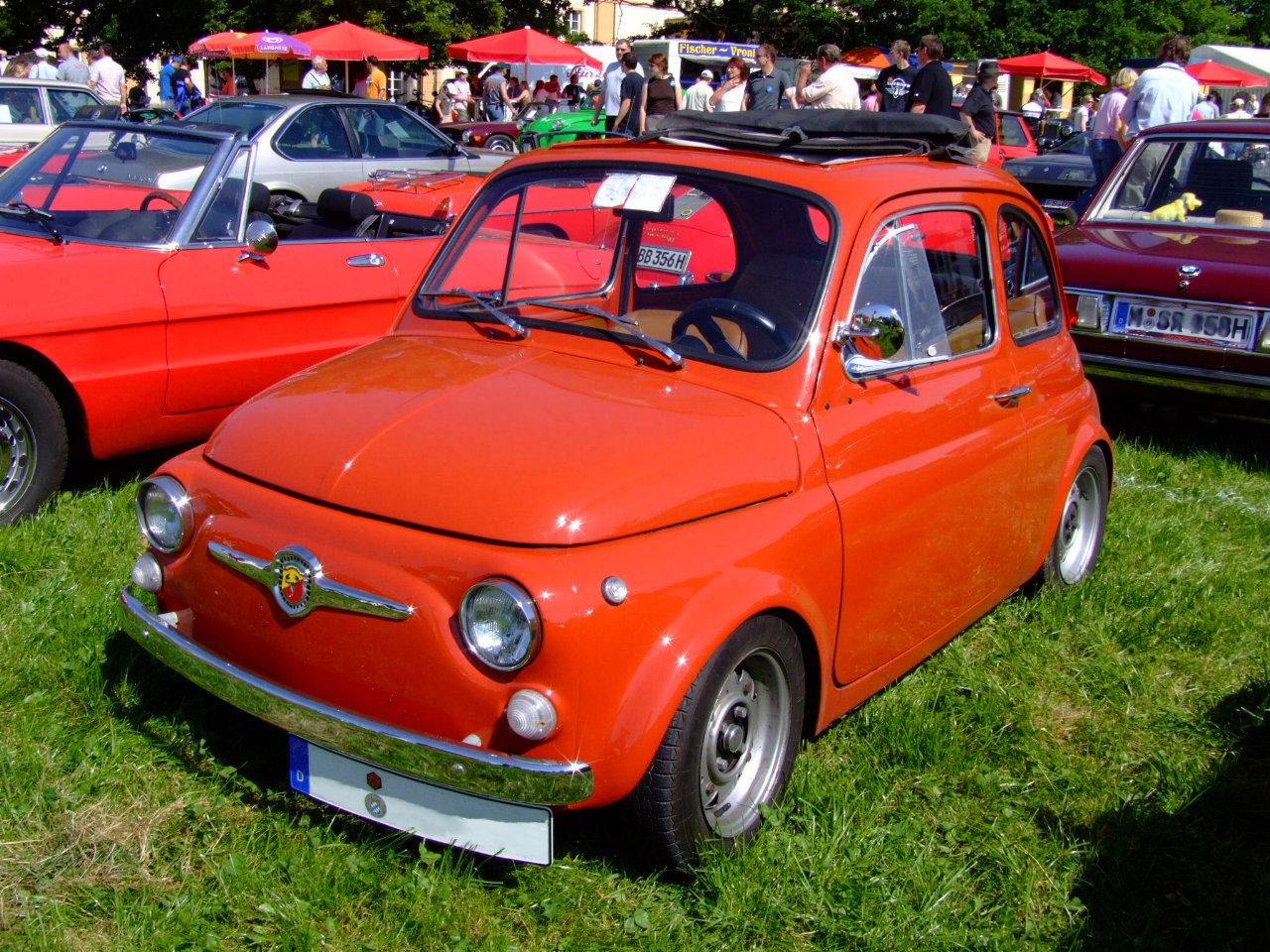
Un'Abarth 500 (1973)

Partendo proprio dalla liquidazione dalla fallita Cisitalia, dalla quale ottiene alcuni autoveicoli, costruisce una scuderia con piloti del calibro di Nuvolari, Bonetto, Cortese.
La squadra corse conferma l'intuito imprenditoriale di Abarth che utilizza le vittorie del team come volàno per trainare il fatturato della ditta.
Abarth capisce come differenziare la sua officina rispetto alle altre e comincia a commercializzare kit per l'elaborazione della propria vettura che possono acquisire potenza e velocità molto superiori rispetto alle vetture di serie. Il primo prodotto è proprio il kit di trasformazione del comando cambio della "topolino".
L'invenzione che però renderà celebre il marchio dello scorpione è quella legata all'impianto di scarico dell'auto. Le marmitte così elaborate acquisiscono un suono più potente, oltre a migliorare ampiamente le prestazioni. Altri prodotti Abarth saranno le pompe acqua e i gruppi collettori.
Abarth troverà nel prolifico settore delle marmitte e delle elaborazioni la redditività necessaria per sperimentare nuovi modelli di autoveicoli e investire nel reparto corse. È proprio del 1951 la presentazione delle vetture 204A e 205A. Quest'ultima, una berlinetta da corsa, al salone dell'auto di Torino riscuote un buon giudizio dalla critica specializzata e dal pubblico.
Ma è la 1500, venuta alla luce nel 1952, a dare all'officina di Abarth la massima visibilità:
il coupé a due posti, 3 fari frontali di cui uno centrale, la linea aggressiva e avvenirisitica fanno di questo modello un pezzo unico, presto acquistato da un produttore statunitense Packard di Detroit. Ancora una volta si confermano le doti di Abarth, in perfetto equilibrio tra capacità di marketing e quella imprenditoriale.
Anche la nuova 1100, lanciata da FIAT nel 1953, rappresenta per la Abarth la possibilità di creare ulteriore valore da un mezzo esistente. Proprio in quell'anno i risultati aziendali danno ragione ad Abarth: 70 dipendenti, esportazioni al 10% del fatturato totale, quasi 50 000 marmitte prodotte.
Intanto, l'attività agonistica continua con l'elaborazione di una Ferrari 166 mille miglia, su cui vengono applicati dei blocchi di alluminio per diminuirne il peso.
È del 1955, però, la grande intuizione di Abarth di rielaborare una Fiat 600 per ricavarne una piccola sportiva, la "750 GT". Questa vettura rappresenta il gioiellino con cui la Abarth definisce il nuovo standard delle vetture rielaborate.
La vettura infrange diversi primati alla Mille Miglia e a Monza.
Lo stesso risultato verrà ottenuto nel 1958 quando sulle 500, rielaborate dai carrozzieri Zagato e Pininfarina, Abarth decide di intervenire. Di lì a poco uscirà la vera e propria 500 Abarth, con impianto di scarico della ditta e carburatori Weber. La vettura stupirà nuovamente tecnici e addetti ai lavori.
È la svolta: Abarth confeziona con Vittorio Valletta, amministratore delegato, un accordo per cui per ogni record o vittoria ottenuto da una vettura Fiat Abarth, Fiat avrebbe corrisposto all'imprenditore un premio in denaro in relazione all'importanza della manifestazione.
Le innumerevoli vittorie del marchio negli anni sessanta rendono Carlo Abarth un personaggio molto popolare in Italia.
Divertente è l'aneddoto per cui Abarth al circuito del Garda del 1962, cui partecipavano solo vetture dello Scorpione, raccomanda ai piloti di procedere con sportività e giocandosi la palma del vincitore solo agli ultimi giri. Parole disattese perché pare siano stati frequenti i comportamenti al limite.
Specializzatosi in elaborazioni sportive di modelli FIAT e nella costruzione, in pezzi a numero limitato, di vetture granturismo (tra cui la Porsche 356B GTL del 1961), nel 1971 cedette l'azienda alla casa torinese. Le automobili costruite da Carlo Abarth, durante gli oltre vent'anni della sua gestione (1949-1971), raccolsero 7 327 vittorie, assolute o di classe.

## Il record a 57 anni
Nel 1965, all'età di 57 anni, Carlo Abarth vuole rendersi protagonista di una nuova impresa sportiva, perde 30 kg di peso per riuscire ad entrare nell'abitacolo della vettura e battere il record di accelerazione con una vettura di classe E, all'Autodromo di Monza.